# Orival, Seine-Maritime
Orival är en kommun i departementet Seine-Maritime i regionen Normandie i norra Frankrike. Kommunen ligger i kantonen Elbeuf som tillhör arrondissementet Rouen. År 2022 hade Orival 839 invånare.

## Befolkningsutveckling
Antalet invånare i kommunen Orival
| Referens: INSEE |